# Google Code-in
Google Code-In (GCI) било је годишње такмичење у програмирању које је организовао Гугл, и које је омогућавало студентима да извршавају задатке одређене од стране различитих организација отвореног кода. Студенти који су извршавали задатке, освајали би сертификате и мајице. Свака организација је такође бирала два добитника главних награда који су освајали путовање у Гуглово седиште које се налази у Маунтин Вјуву, Калифорнија.

## Статистике
| Година | Број организација | Број учесника | Укупно извршених задатака |
| ------ | ----------------- | ------------- | ------------------------- |
| 2010   | 20                | 326           | 2167                      |
| 2011   | 18                | 542           | 3054                      |
| 2012   | 10                | 334           | 1925                      |
| 2013   | 10                | 337           | 2113                      |
| 2014   | 12                | 658           | 3236                      |
| 2015   | 14                | 980           | 4776                      |
| 2016   | 17                | 1340          | 6418                      |
| 2017   | 25                | 3555          | 16468                     |
| 2018   | 27                | 3124          | 15323                     |
| 2019   | 29                | 3566          | 20840                     |

## Испуњавање услова
Студенти су морали да имају између 13 и 17 година како би могли да учествују. Поред тога, студенти су морали да предају обрасце за родитељску сагласност, као и одређену документацију која доказује упис у пред-универзитетски програм.

## Награде
Студенти који су испунили један задатак, добили би сертификат. Док су студенти, који одраде три задатка, уз сертификат добијали и мајицу. На крају такмичења, свака организација је бирала два учесника као добитника главне награде и они су посећивали Гуглово седиште у току четири дана, уз церемонију доделе награда, где су добијали прилику да се састану са Гугловим инжењерима и разгледају Сан Франциско.